# Bosco Lin Chi-nan
Bosco Lin Chi-nan (chiń. 林吉男; pinyin Lín Jínán; ur. 14 maja 1943 w Pingdong) – tajwański duchowny rzymskokatolicki, w latach 2004–2020 biskup Tainanu.